# 浩志会
一般財団法人浩志会（こうしかい）は、一般財団法人。以前は内閣府および総務省所管の財団法人だったが、公益法人制度改革に伴い2011年4月1日に一般財団法人に移行。

## 概要
- 所在：東京都港区虎ノ門1-4-5 文芸ビル5階
- 設立：1988年11月19日
- 会長：古川貞二郎

事業内容
人材の養成に関する講演会、学習会の開催や、調査研究などを実施している。